# Pelargonium nervifolium
Pelargonium nervifolium är en näveväxtart som beskrevs av Nikolaus Joseph von Jacquin. Pelargonium nervifolium ingår i släktet pelargoner, och familjen näveväxter. Inga underarter finns listade i Catalogue of Life.